# Гюрлюк, Эмирджан
Эмирджа́н Гюрлю́к (тур. Emircan Gürlük; род. 15 октября 2003, Бингёль) — турецкий футболист, нападающий российского клуба «Оренбург».

## Клубная карьера
Гюрлюк — воспитанник клубов «Галатасарай», «Селимилие Алт» и «Алтынорду». 25 января 2021 года в матче против «Менеменспор» он дебютировал в Первой лиге Турции в составе последних. 10 января 2022 года в поединке против «Кечиоренгюджю» Эмирджан забил свой первый гол за «Алтынорду». 
6 июня 2023 года Гюрлюк подписал трёхлетний контракт с российским «Оренбургом».Сумма трансфера по данным портала transfermarkt составила 1,2 млн евро. 30 июля в матче 2-тура чемпионата России  против «Рубина» он дебютировал в РПЛ, выйдя в стартовом составе и на 61-й минуте был заменён на  Джимми Марина.Первый мяч за «Оренбург» забил 2 ноября 2023 года в матче 6-тура группового этапа кубка России против московского ЦСКА (1:3) отличившись на 37-й минуте встречи с передачи Николая Титкова. 

## Карьера в сборной
Выступает за сборную Турции до 21 года.